# هینو موتورز
هینو موتورز (به ژاپنی: 日野自動車株式会社) شرکت خودروسازی ژاپنی است، که در زمینه ساخت موتورهای دیزلی، انواع کامیون‌ها و اتوبوس‌ها فعالیت می‌کند.
شرکت هینو موتورز در سال ۱۹۴۲ تاسیس و در سال ۱۹۷۳ به‌عنوان بخش تولید خودروهای سنگین به شرکت خودروسازی تویوتا پیوست و هم‌اکنون بزرگترین تولیدکننده خودروهای متوسط، نیمه‌سنگین و سنگین در کشور ژاپن می‌باشد.
هینو موتورز، لکسوس و دایهاتسو به‌عنوان برندهای اصلی تویوتا شناخته می‌شوند. بخشی از سهام هینو موتورز در بازار بورس توکیو معامله می‌شود، همچنین جزئی از شاخص نیکی ۲۲۵ محسوب می‌شود.